# Ippolito II. d’Este

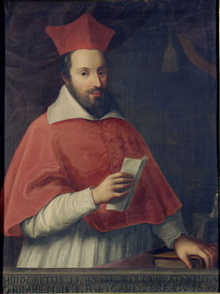
Kardinal Ippolito II. d’Este (Ölgemälde um 1600)

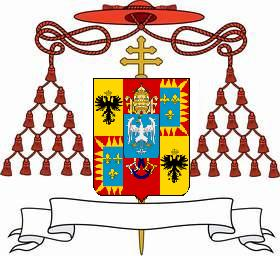
Kardinalswappen

Ippolito II. d’Este (auch Hippolyt; * 25. August 1509 in Ferrara; † 2. Dezember 1572 in Rom) war der zweite Sohn Herzog Alfonsos I. von Ferrara, Modena und Reggio und Lucrezia Borgias.

## Leben
Über seine Mutter Lucrezia Borgia war Ippolito ein Enkel von Papst Alexander VI. Im Alter von zehn Jahren wurde er als Nachfolger seines gleichnamigen Onkels zum Apostolischen Administrator von Mailand ernannt. Von März 1536 bis 1539 hielt er sich am Hof König Franz’ I. von Frankreich auf, der 1539 seine Erhebung zum Kardinal durchsetzte, in der berechtigten Hoffnung, dass Ippolito d’Este die Interessen Frankreichs und der „französischen Partei“ beim Heiligen Stuhl konsequent verträte. Am 20. Dezember 1538 erhob ihn Papst Paul III. in pectore zum Kardinal, was erst im folgenden Jahr am 5. März 1539 veröffentlicht wurde. Am 29. Oktober 1539 wurde Kardinal d’Este Administrator von Lyon und am 10. November 1539 wurde ihm als Kardinaldiakon die Titeldiakonie Santa Maria in Aquiro zugeteilt. Zwischen 26. April 1542 und 26. Oktober 1548 wurde er Administrator von Tréguier und zwischen 23. Januar 1547 und 17. Juni 1550 von Autun. Am 19. März 1550 wurde er zum Erzbischof (persönlicher Titel) von Novara ernannt und legte am selben Tag die Administration des Erzbistums Mailand nieder. Am 11. Mai 1551 trat er als Administrator von Lyon zurück um es am 24. April 1562 wieder zu übernehmen und es 14. Juli 1564 endgültig abzugeben. Am 27. Juni 1550 wurde er Administrator von Narbonne und am 22. April 1551 von Auch. Letzteres Amt hatte er bis 8. Oktober 1563 inne. Die Priester– oder Bischofsweihe hat er, soweit bekannt, niemals erhalten.
1555 wurde er nochmals zum Administrator von Mailand ernannt und trat am 16. Dezember 1556 zurück. Zwischen 1562 und 1567 war er Administrator von Arles. Am 8. Oktober 1564 wurde er Kardinaldiakon von Santa Maria in Via Lata, am 8. Dezember 1564 von Santa Maria in Aquiro und am 13. April 1565 von Santa Maria Nuova. Bei mehreren Konklaven war Ippolito dann auch der Kandidat der Franzosen, wurde aber nicht zum Papst gewählt. 1566 wurde er Regent von Ferrara.
Ippolito II. d’Este starb 1572 im Alter von 63 Jahren nach kurzer Krankheit. Er ist der Bauherr der Villa d’Este in Tivoli.